# Cho Young-cheol
Cho Young-cheol (auch Young-cheol Cho; * 31. Mai 1989 in Ulsan) ist ein ehemaliger südkoreanischer Fußballspieler. Cho wurde als Stürmer und im offensiven Mittelfeld eingesetzt.

## Karriere

### Karrierebeginn in Ulsan
Nachdem er die Haksung High School in seiner Heimatstadt Ulsan besuchte, kam Cho im Jahre 2007 erstmals zu seiner ersten Profistation, als er einen Vertrag beim japanischen Erstligisten Yokohama FC unterschrieb. Dort kam er in seiner ersten Spielzeit in neun Ligaspielen zum Einsatz und rangierte mit der Mannschaft in der Endtabelle mit gerade einmal 16 Punkten auf dem letzten Platz und musste so den Abstieg in die J. League Division 2, die zweite Division innerhalb der J. League, antreten. In der Spielzeit 2008 lief es für die Mannschaft etwas besser, doch war man noch weit von einem neuerlichen Aufstieg in die japanische Erstklassigkeit entfernt. Bei 24 Ligaeinsätzen brachte es der Südkoreaner mit der Rückennummer 14 in dieser Saison zu lediglich einem Torerfolg und rangierte mit der Mannschaft in der Endtabelle auf Platz 10. Aufgrund der fehlenden Erfolge mit dem Team entschied sich Cho für einen Vereinswechsel.
Dabei ging es für ihn wieder zurück in Japans Erstklassigkeit, wo er kurz vor der Saison 2009 einen Vertrag bei Albirex Niigata unterzeichnete. Wieder zurück in der ersten Division erzielte Cho am 5. Mai 2009 beim 3:3-Heimremis gegen Júbilo Iwata in der elften Minute den 1:0-Führungstreffer für sein Team und zugleich den ersten Treffer in der höchsten japanischen Fußballspielklasse in seiner Karriere. Bis zum Saisonende blieb es auch bei seinem einzigen Tor in insgesamt 25 absolvierten Meisterschaftsspielen und einigen Einsätzen im Pokalwettbewerb, wo er mit dem Team allerdings ein weiteres Mal bereits in der Gruppenphase ausschied. Mit Beginn der Spielzeit 2010 war eine höhere Torgefährlichkeit des eigentlich gelernten Angreifers spürbar. Bis zur zweimonatigen Unterbrechung des Spielbetriebs vor der Fußball-Weltmeisterschaft 2010 in Südafrika absolvierte der 1,81 m große Südkoreaner alle zwölf Ligaspiele, in denen er fünfmal ins gegnerische Tor traf.
2023 beendete Cho seine Profikarriere.

### International
Seine internationale Karriere begann für Cho im Jahre 2007, als er erstmals in die südkoreanische U-20-Nationalauswahl berufen wurde. Im November 2009 ging der junge Stürmer in die südkoreanische Verbandsgeschichte ein, als er bei einem hochkarätigen 28:0-Kantersieg der U-20-Nationalmannschaft gegen die U-20 von Guam gleich zehn Tore erzielte, eine noch nie von einem einzelnen Nationalspieler erzielte Toranzahl in Südkorea. Das Spiel, das zur Qualifikation zur U-19-Fußball-Asienmeisterschaft 2008 in Saudi-Arabien gehörte, war ausschlaggebend für den südkoreanischen Gruppensieg am Ende der Gruppenphase. Dabei qualifizierte sich Südkorea zusammen mit der australischen U-20-Nationalelf für das Turnier im Nahen Osten. In der Asienmeisterschaft schaffte das Team rund um Cho über den zweiten Platz in der Gruppe B das Viertelfinale, in dem Japan mit 3:0 abgefertigt wurde. Erst im Halbfinalspiel gegen die usbekische Fußballnationalauswahl schied die Mannschaft mit 0:1 vom laufenden Bewerb aus. Da sich beim Turnier die vier bestplatzierten Teams automatisch für die U-20-Weltmeisterschaft 2009 in Ägypten qualifizierten, nahm Südkorea als Semifinalist im Folgejahr auch an der WM im Norden Afrikas teil.
Zuvor wurde er aber in Südkoreas U-23-Nationalmannschaft, die gleichzeitig auch als Olympiaauswahl dient, einberufen, mit der er am Fußballturnier der Olympischen Sommerspiele 2008 teilnahm. Jedoch schied er mit der Mannschaft bereits in der Gruppenphase als Dritter der Gruppe D vom laufenden Turnier aus. Während der Junioren-WM im darauffolgenden Jahr lief es für Südkorea jedoch weitaus besser, wobei man sogar bis ins Viertelfinale vordrang und dort gegen den späteren U-20-Weltmeister Ghana knapp mit 2:3 verlor. Bei der Weltmeisterschaft absolvierte der damals bereits 20-Jährige fünf Länderspiele, in denen er einen Treffer für sein Team erzielte.